# Máximo IV Saigh
Máximo IV Saigh (o Sayegh) (Alepo, 10 de abril de 1878 - Beirut, 5 de noviembre de 1967) fue un religioso sirio, Patriarca de Antioquía y todo el Oriente, Alejandría y Jerusalén de los Melquitas y cardenal de la Iglesia católica. 

## Biografía
Nació en 1878 en Alepo, Siria. En 1905 fue ordenado sacerdote como miembro de la Sociedad de Misioneros de San Pablo, y en 1919 fue nombrado arzobispo de Tiro. En 1933 pasó a la sede archiepiscopal de Beirut-Jbeil. El 30 de octubre de 1947 fue nombrado obispo de Damasco y Patriarca de Antioquía de los Melquitas, siendo confirmado el 21 de junio de 1948 por la Santa Sede con la ecclesiastica communio. Participó en el Concilio Vaticano II. El 22 de febrero de 1965 fue nombrado cardenal por el papa Pablo VI.
| Predecesor: Cirilo IX Moghabghab | Patriarca de Antioquía y todo el Oriente, Alejandría y Jerusalén de los Melquitas 1947 - 1967 | Sucesor: Máximo V Hakim |